# Jablanovec
Jablanovec is een plaats in de gemeente Zaprešić in de Kroatische provincie Zagreb. De plaats telt 1343 inwoners (2001).